# Giồng Trôm, Vĩnh Long
Giồng Trôm là một xã thuộc tỉnh Vĩnh Long, Việt Nam.
Trước ngày 16 tháng 6 năm 2025, Giồng Trôm là thị trấn huyện lỵ của huyện Giồng Trôm, tỉnh Bến Tre. 

## Địa lý
Xã Giồng Trôm có vị trí địa lý:
- Phía đông giáp xã Mỹ Chánh Hòa.
- Phía tây giáp xã Phước Long và Lương Hòa.
- Phía nam giáp xã Hưng Nhượng và An Ngãi Trung.
- Phía bắc giáp xã Châu Hòa.

Xã Giồng Trôm có diện tích 42,39 km², dân số năm 2025 là 37.599 người, mật độ dân số đạt 886 người/km².

## Hành chính
Thị trấn Giồng Trôm được chia thành 3 khu phố: 1, 2, 3 và 3 ấp: 5, 6.

## Lịch sử
Thị trấn Giồng Trôm được thành lập vào đầu năm 1957 theo quyết định của Tỉnh ủy Bến Tre trên cơ sở tách ấp Chánh thuộc xã Bình Hòa. Năm 1970, lại tách hai ấp Bình Ninh và Bình An thuộc xã Bình Hòa để sáp nhập vào thị trấn Giồng Trôm.
Ngày 16 tháng 6 năm 2025, Ủy ban Thường vụ Quốc hội ban hành Nghị quyết số 1687/NQ-UBTVQH15 về việc sắp xếp các đơn vị hành chính cấp xã của tỉnh Vĩnh Long năm 2025. Theo đó, sắp xếp toàn bộ diện tích tự nhiên, quy mô dân số của thị trấn Giồng Trôm và các xã Bình Hòa, Bình Thành thành xã mới có tên gọi là xã Giồng Trôm.
Sau khi sáp nhập, xã Giồng Trôm có 42,39 km² diện tích tự nhiên và dân số 37.599 người.